# Ridderorden in Ecuador
De republiek Ecuador heeft een aantal ridderorden ingesteld.
- De Orde van Verdienste (Spaans: "Orden al Mérito") 1921
- De Orde van Sint-Laurentius (Spaans: "Orden Nacional de San Lorenzo") 1909
- De Orde van Abdon Calderón (Spaans: "Orden de Abdon Calderón") ook wel Militaire Onderscheiding "Abdon Calderon" genoemd. 1904
- De Nationale Orde van Honorato Vasquez (Spaans: "Orden Nacional Honorato Vásquez") 1985
- De Orde van Verdienste voor de Landbouw (Spaans: "Orden al Mérito Agricola")
- De Orde van Verdienste voor de Luchtvaart (Spaans: "Orden al Mérito Aeronáutico")